# Pax Leksikon
Pax Leksikon – norweska encyklopedia politologiczna, wydana w 6 tomach w latach 1978–1981 przez Pax Forlag. Autorami wpisów byli Hans Fredrik Dahl, Jon Elster, Irene Iversen, Siri Nørve, Tor Inge Romøren, Rune Slagstad i Mariken Vaa. W sumie wpisów dokonało 400 osób. Obecnie encyklopedia jest dostępna online.

## Lista tomów
Lista wszystkich tomów Pax Leksikon (ISBN 82-530-0983-6 dla wszystkich tomów od 1 do 6).
- Tom 1: A-B. 1978 (ISBN 82-530-0975-5)
- Tom 2: C-G. 1979 (ISBN 82-530-0976-3)
- Tom 3: H-Ks. 1979 (ISBN 82-530-0977-1)
- Tom 4: Ku-N. 1980 (ISBN 82-530-0979-8)
- Tom 5: O-Sn. 1980 (ISBN 82-530-0980-1)
- Tom 6: So-Å. 1981 (ISBN 82-530-0982-8)